# Consignatorio
Il Consignatorio, anticamente chiamato consignatorium, era il locale in cui il vescovo amministrava il sacramento della Confermazione.
Abbiamo notizie, a partire dall'VIII secolo, della presenza di tali locali, distinti dal battistero. Erano chiamati anche locus chrismalis o chrismarium: si trattava di cappelle adiacenti al battistero.
Col distacco del Battesimo dalla Cresima, avvenuto intorno all'anno 1000, venne meno l'esigenza di un locale apposito, e la Cresima fu da allora di solito conferita in chiesa.